# Manoir du Colombier (Hénon)
Pour les articles homonymes, voir manoir du Colombier.
Le manoir du Colombier est un édifice situé à Hénon, en France.

## Localisation
Le manoir est situé sur le territoire de la commune de Hénon, dans le département des Côtes-d'Armoren région Bretagne.

## Historique
Les façades et toitures du manoir, de l'aile en retour, de la chapelle et de la fuye sont inscrites au titre des monuments historiques par arrêté du 29 décembre 1982. Cette protection est étendue par arrêté du 4 août 2020 à la totalité du logis et de la chapelle, aux façades et toitures des dépendances et de l'ancienne orangerie et aux cours, jardins et parc.